# Urs Widmer
Urs Widmer (ur. 21 maja 1938 w Bazylei, zm. 2 kwietnia 2014 w Zurychu) – szwajcarski pisarz i tłumacz, piszący w języku niemieckim.

## Twórczość
- powieści
  - Die Forschungsreise (1974)
  - Ukochany matki (Der Geliebte der Mutter, 2000)
- opowiadania
  - Alois (1968
- sztuki teatralne
  - Sherlock Holmes letzter Fall (1974)
  - Top Dogs (1996)
- słuchowiska radiowe
- eseje
  - Die Amsel im Regen im Garten (1971)